# Старое Шамордино
Старое Шамордино (до 2018 года — Шамординский) — село в Козельском районе Калужской области. Входит в состав сельского поселения «Деревня Каменка». На самом деле это Шамординский женский монастырь, но согласно административно-территориальному делению он числится, как село Шамординский.

## География
Расположено примерно в 2 км к северо-западу от деревни Каменка.

## История
В соответствии с распоряжением Правительства РФ от 11 октября 2018 года село Шамординский переименовано в село Старое Шамордино.

## Население
| 2002 | 2010 |
| ---- | ---- |
| 142  | ↘114 |

## Достопримечательности
В селе расположен Шамординский монастырь.